# Sar Darreh-ye Qobādī
Sar Darreh-ye Qobādī (persiska: سر درّه قبادی) är en ort i Iran.   Den ligger i provinsen Kermanshah, i den nordvästra delen av landet, 400 km väster om huvudstaden Teheran. Sar Darreh-ye Qobādī ligger 2 061 meter över havet och antalet invånare är 150.
Terrängen runt Sar Darreh-ye Qobādī är kuperad.Runt Sar Darreh-ye Qobādī är det ganska tätbefolkat, med 72 invånare per kvadratkilometer. Närmaste större samhälle är Gorjī Bayān, 12,9 km väster om Sar Darreh-ye Qobādī. Trakten runt Sar Darreh-ye Qobādī består i huvudsak av gräsmarker.